# Кубок Монголії з футболу 2016
Кубок Монголії з футболу 2016 — розіграш кубкового футбольного турніру у Монголії. Титул володаря кубка здобув Хангарід.

## Календар
| Раунд      | Дата                       | Матчі | Клуби  |
| ---------- | -------------------------- | ----- | ------ |
| 1/8 фіналу | 21 вересня - 1 жовтня 2016 | 8     | 16 → 8 |
| 1/4 фіналу | 4-6 жовтня 2016            | 4     | 8 → 4  |
| 1/2 фіналу | 11 жовтня 2016             | 2     | 4 → 2  |
| Фінал      | 13 жовтня 2016             | 1     | 2 → 1  |

## 1/8 фіналу
| Команда 1              | Рахунок         | Команда 2      |
| ---------------------- | --------------- | -------------- |
| 21 вересня 2016        |                 |                |
| Унаганууд              | 4:4 дч пен. 2:4 | Дерен          |
| 23 вересня 2016        |                 |                |
| Хоромхон               | 3:0             | Ерчім          |
| 24 вересня 2016        |                 |                |
| Атлетік 220 (2)        | 9:1             | Герпо (2)      |
| 26 вересня 2016        |                 |                |
| Бешикташ (2)           | 1:5             | Гойо (2)       |
| 27 вересня 2016        |                 |                |
| Селенге Пресс          | 2:4             | Хангарід       |
| 29 вересня 2016        |                 |                |
| Сойомбіїн Баарсууд (2) | 1:3             | Шарин Голь (2) |
| 30 вересня 2016        |                 |                |
| Улан-Батор Сіті        | 8:4             | Улан-Батор     |
| 1 жовтня 2016          |                 |                |
| Вестерн (2)            | 7:0             | Тітан          |

## 1/4 фіналу
| Команда 1       | Рахунок | Команда 2       |
| --------------- | ------- | --------------- |
| 4 жовтня 2016   |         |                 |
| Дерен           | 3:0     | Гойо (2)        |
| 5 жовтня 2016   |         |                 |
| Вестерн (2)     | 3:4 дч  | Хоромхон        |
| Шарин Голь (2)  | 0:4     | Улан-Батор Сіті |
| 6 жовтня 2016   |         |                 |
| Атлетік 220 (2) | 2:7     | Хангарід        |

## 1/2 фіналу
| Команда 1       | Рахунок      | Команда 2 |
| --------------- | ------------ | --------- |
| 11 жовтня 2016  |              |           |
| Дерен           | 0:0 пен. 3:2 | Хоромхон  |
| Улан-Батор Сіті | 1:2          | Хангарід  |

## Фінал
| Команда 1      | Рахунок | Команда 2 |
| -------------- | ------- | --------- |
| 13 жовтня 2016 |         |           |
| Дерен          | 0:3     | Хангарід  |